# Kabinett Jackson
Andrew Jackson, siebter Präsident der Vereinigten Staaten, steht mit seiner Amtszeit für eine Zäsur in der US-Geschichte. Er war der erste Amtsinhaber, der nicht aus dem Umfeld der Gründerväter stammte; während seiner Präsidentschaft begann sich das heutige moderne Parteiensystem in den USA zu entwickeln. Nachdem er 1824 noch als einer von vier Kandidaten der Demokratisch-Republikanischen Partei angetreten war, was zu einer Spaltung der Partei führte, und Platz zwei hinter John Quincy Adams belegt hatte, forderte er diesen vier Jahre später als erster Anwärter der neuen Demokratischen Partei heraus und siegte. Adams hatte sich inzwischen den Nationalrepublikanern angeschlossen.
1832 trat Jackson ein zweites Mal an und gewann gegen Henry Clay. Mit dem vormaligen Außenminister Martin Van Buren hatte er einen neuen Vizepräsidenten an seiner Seite, da dessen Vorgänger John C. Calhoun im letzten Jahr seiner Amtszeit zurückgetreten war.
Nachdem Kriegsminister Lewis Cass im Oktober 1836 aus dem Kabinett ausgeschieden war, um Botschafter der Vereinigten Staaten in Frankreich zu werden, wurde der Posten nicht mehr offiziell nachbesetzt. Justizminister Benjamin Franklin Butler übernahm die Aufgaben kommissarisch bis zum Ende von Jacksons Präsidentschaft im folgenden März.

## Mehrheit im Kongress
| Präsident                         | Präsident          | Kongress | Haus  | Haus    | Senat | Senat              | Gesamt | Gesamt             |
| --------------------------------- | ------------------ | -------- | ----- | ------- | ----- | ------------------ | ------ | ------------------ |
|                                   | Andrew Jackson (D) | 21.      |       | 136/213 |       | 25/48              |        | Unified government |
| 22.                               | Andrew Jackson (D) | 126/213  | 24/48 |         |       |                    |        | Unified government |
| 23.                               | Andrew Jackson (D) | 143/240  |       | 20/48   |       | Divided government |        |                    |
| 24.                               | Andrew Jackson (D) | 143/242  |       | 26/52   |       | Unified government |        |                    |
| Quelle: Repräsentantenhaus, Senat |                    |          |       |         |       |                    |        |                    |

## Das Kabinett
| Ressort / Amt                          | Amtsinhaber              | Partei | Partei        | Zeitraum  | Bild |
| -------------------------------------- | ------------------------ | ------ | ------------- | --------- | ---- |
| Präsident der Vereinigten Staaten      | Andrew Jackson           |        | Demokrat (D)  | 1829–1837 |      |
| Vizepräsident der Vereinigten Staaten  | John Caldwell Calhoun    |        | Nullifier (N) | 1829–1832 |      |
| Vizepräsident der Vereinigten Staaten  | vakant                   |        |               | 1832–1833 |      |
| Vizepräsident der Vereinigten Staaten  | Martin Van Buren         |        | D             | 1833–1837 |      |
| Ministerämter                          |                          |        |               |           |      |
| Außenminister der Vereinigten Staaten  | Martin Van Buren         |        | D             | 1829–1831 |      |
| Außenminister der Vereinigten Staaten  | Edward Livingston        |        | D             | 1831–1833 |      |
| Außenminister der Vereinigten Staaten  | Louis McLane             |        | D             | 1833–1834 |      |
| Außenminister der Vereinigten Staaten  | John Forsyth             |        | D             | 1834–1837 |      |
| Finanzminister der Vereinigten Staaten | Samuel Delucenna Ingham  |        | D             | 1829–1831 |      |
| Finanzminister der Vereinigten Staaten | Louis McLane             |        | D             | 1831–1833 |      |
| Finanzminister der Vereinigten Staaten | William John Duane       |        | D             | 1833      |      |
| Finanzminister der Vereinigten Staaten | Roger Brooke Taney       |        | D             | 1833–1834 |      |
| Finanzminister der Vereinigten Staaten | Levi Woodbury            |        | D             | 1834–1837 |      |
| Kriegsminister der Vereinigten Staaten | John Henry Eaton         |        | D             | 1829–1831 |      |
| Kriegsminister der Vereinigten Staaten | Lewis Cass               |        | D             | 1831–1836 |      |
| Marineminister der Vereinigten Staaten | John Branch              |        | D             | 1829–1831 |      |
| Marineminister der Vereinigten Staaten | Levi Woodbury            |        | D             | 1831–1834 |      |
| Marineminister der Vereinigten Staaten | Mahlon Dickerson         |        | D             | 1834–1837 |      |
| Justizminister der Vereinigten Staaten | John MacPherson Berrien  |        | D             | 1829–1831 |      |
| Justizminister der Vereinigten Staaten | Roger Brooke Taney       |        | D             | 1831–1833 |      |
| Justizminister der Vereinigten Staaten | Benjamin Franklin Butler |        | D             | 1833–1837 |      |
| Postminister der Vereinigten Staaten   | William Taylor Barry     |        | D             | 1832–1835 |      |
| Postminister der Vereinigten Staaten   | Amos Kendall             |        | D             | 1835–1837 |      |